# Kliesche
Die Kliesche (Limanda limanda), auch Scharbe, Eisflunder, Skantjes und Rauhe Scholle, ist ein Plattfisch, der an den west- und nordeuropäischen Küsten (Nordseeanrainerstaaten, Biskaya, Ostatlantik bis ungefähr in der Höhe von Trondheim und der Ostsee bis Höhe Gotland) verbreitet ist. Der Hauptraum der Verbreitung ist die südliche Nordsee.

## Ökologie
Der Lebensraum der Kliesche besteht aus sandigen weichen Böden bis in eine Tiefe von rund 100 Metern, inklusive des Wattenmeeres.
Ein wichtiges Merkmal zur Unterscheidung der Kliesche von anderen Plattfischen in demselben Lebensraum ist die markant halbkreisförmig gebogene Seitenlinie über der Brustflosse, dennoch wird sie oft beispielsweise mit der Scholle verwechselt.
Die Tiere ernähren sich von Wirbellosen (Schlangensternen, Würmern, Muscheln, Krebsen) und gelegentlich von kleinen Fischen. Sie werden bis zu 40 Zentimeter groß, das höchste bekannte Alter ist zwölf Jahre.
Die Laichzeit erstreckt sich von Dezember bis Juni mit Schwerpunkt März bis Mai (andere Quellen sagen Februar–April). Klieschen werden mit rund zwei Jahren und 10 bis 12 Zentimeter (im Falle der Männchen) beziehungsweise mit 14 bis 20 Zentimeter und drei Jahren (im Falle der Weibchen) geschlechtsreif. Die Eier sind frei treibend (planktonisch). Im Gegensatz zu Scholle und Flunder zeigt die (insbesondere weibliche) Kliesche keinen Wandertrieb, als Standfisch zieht sie nur vom tieferen Wasser in Küstennähe und wieder zurück.
Klieschen sind recht gut erforscht, zum einen, weil sie verhältnismäßig häufig sind (geschätzter Gesamtbestand in der Nordsee 1,5 Mio. Tonnen), zum anderen, weil sie sich daher eignen, anhand der Entwicklungen des Bestandes den Zustand des Lebensraumes zu überwachen. Klieschen sind empfindlich gegenüber anthropogenen Umweltveränderungen und zeigen daher in der südlichen Nordsee eine hohe Rate an Missbildungen (Skelettdeformationen, Geschwüre, Leberveränderungen).

## Wirtschaftliche Bedeutung
Klieschen sind Speisefische, als solche tauchen sie auf Fischmärkten auf, frisch oder tiefgefroren, getrocknet oder geräuchert. Sie sind nicht so teuer wie beispielsweise Seezungen.
Klieschen können gut vom Ufer aus beangelt werden.

## Trivia
Der Forschungskatamaran der Universität Rostock wurde als Resultat eines Namenswettbewerbs Limanda getauft.